# Nebulosa Aquila
La Nebulosa Aquila (nota anche come M 16 o NGC 6611) è una grande regione H II visibile nella costellazione della Coda del Serpente; è formata da un giovane ammasso aperto di stelle associato ad una nebulosa a emissione composta da idrogeno ionizzato, catalogata come IC 4703.
La sua distanza è sempre stata relativamente incerta, ma si tende ad accettare un valore di circa 7000 anni luce dalla Terra, ponendola così nella zona media del Braccio del Sagittario; contiene alcune formazioni estremamente conosciute, come i Pilastri della Creazione, le lunghe colonne di gas oscuro originate dall'azione del vento stellare delle componenti dell'ammasso centrale e che sono responsabili anche del nome proprio della nebulosa stessa, a causa della loro forma. In esse sono presenti alcuni oggetti stellari giovani, che testimoniano che i processi di formazione stellare sono tuttora in atto, anche se non è chiaro se questi siano favoriti od osteggiati dall'azione del vento stellare delle stelle vicine, né è chiaro se il vento effettivamente influisca in qualche maniera su questi fenomeni. L'ammasso è composto da un gran numero di supergiganti blu molto calde e brillanti; la loro età tipica è di appena 2-3 milioni di anni, cioè meno di un millesimo dell'età del nostro Sole; la stella più brillante dell'ammasso è di magnitudine 8,24, ben visibile anche con un binocolo.
La nebulosa è nota fin dal Settecento ed è uno degli oggetti più noti fra quelli del Catalogo di Messier; si rivela con facilità nelle fotografie ed è dunque un buon soggetto per gli appassionati dell'astrofotografia amatoriale.

## Osservazione

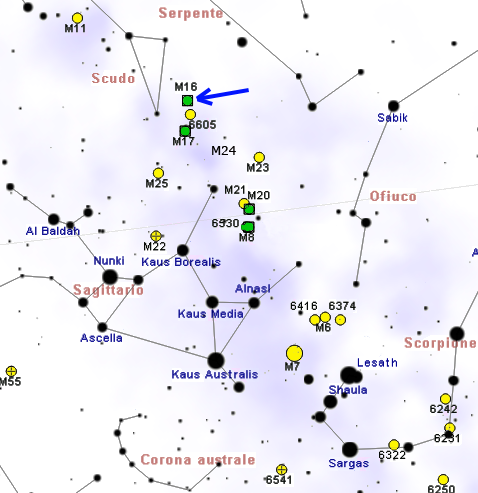
Mappa per individuare la Nebulosa Aquila.

La nebulosa Aquila, di per sé piuttosto brillante, può essere individuata con facilità partendo dalla stella γ Scuti e spostandosi circa 3° a WSW; sebbene sia invisibile ad occhio nudo, un binocolo 10x50 è più che sufficiente per poterla individuare come una macchia chiara allungata e circondante un piccolissimo ammasso di stelle, il quale però può essere risolto solo con grande difficoltà. Con un telescopio da 120-150mm di apertura, l'ammasso domina con la sua luce la nebulosità, che si mostra sfuggente; l'ammasso appare invece ben risolto e conta circa una quarantina di stelle. Molti dettagli sulla nube possono essere osservati con aperture a partire dai 200mm con le quali l'ammasso appare luminoso ed esteso, con diverse decine di stelle brillanti sparse su tutta la zona nebulosa.
La Nebulosa Aquila può essere osservata con discreta facilità da gran parte delle aree popolate della Terra, grazie al fatto che è situata a una declinazione non eccessivamente australe: in alcune aree del Nord Europa e del Canada, nei pressi del circolo polare artico, la sua visibilità è comunque molto difficile, mentre nell'Europa centrale appare relativamente bassa; alle latitudini boreali medie (bacino del Mediterraneo) si mostra discretamente alta sull'orizzonte e si osserva dunque con facilità, mentre dall'emisfero sud la nebulosa è visibile ben alta nelle notti dell'inverno australe e nella sua fascia tropicale può vedersi perfettamente allo zenit. Il periodo migliore per la sua osservazione nel cielo serale è quello compreso fra giugno e ottobre.

## Storia delle osservazioni

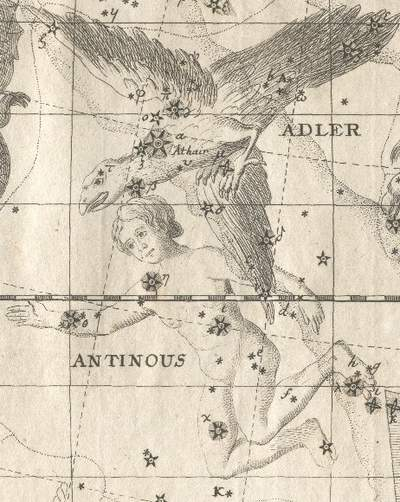
La costellazione obsoleta di Antinoo, usata da Messier come riferimento per la Nebulosa Aquila assieme al Serpente e al Sagittario.

L'oggetto fu scoperto nel 1746 da Philippe Loys de Chéseaux, il quale con il suo telescopio ottico sembra avesse individuato solo l'ammasso centrale: infatti egli cita un ammasso di stelle, posizionato fra le costellazioni del Serpente, del Sagittario e di Antinoo. Interessante notare che quest'ultima costellazione, oggi soppressa, occupava la parte meridionale della costellazione dell'Aquila.
Charles Messier riosservò l'ammasso alcuni anni più tardi, il 3 giugno del 1764: lo descrisse come un oggetto nebuloso risolvibile nella zona centrale, mentre le aree esterne restano nebulose; egli di fatto aveva individuato per la prima volta la nebulosità associata all'ammasso, la Nebulosa Aquila. William Herschel non lasciò curiosamente alcuna descrizione, mentre suo figlio John si riferì ad essa come una nube con un ammasso formato da un centinaio di stelle.
L'ammiraglio William Henry Smyth riosservò la regione e la descrisse come un bell'oggetto; riferì inoltre che diverse stelle dell'ammasso sono disposte in coppie e indica che occorrono telescopi di potenza moderata per la sua osservazione migliore. Camille Flammarion, un astronomo francese, fu in grado di osservare l'ammasso anche con un piccolo strumento, riuscendo a distinguere pure la nebulosità.
Nell'agosto del 1875 Isaac Roberts scattò la prima astrofotografia dell'oggetto, attraverso un telescopio da 50 cm di diametro presso il suo osservatorio privato: in essa è ben evidente la nebulosità che circonda l'ammasso specialmente nel lato sudorientale.

## Decorso osservativo

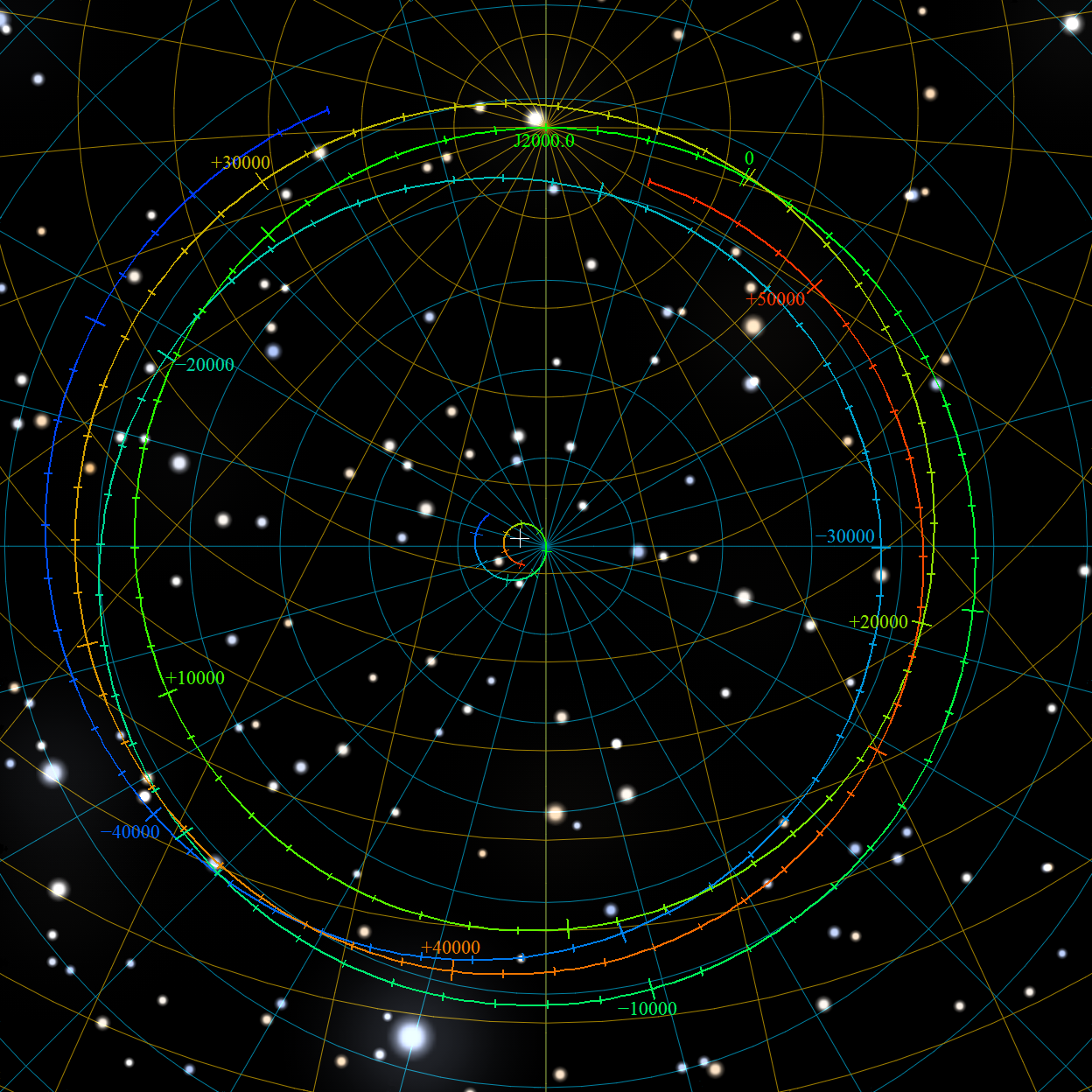
La proiezione del percorso di precessione del Polo Nord sul cielo fisso dell'epoca J2000.0 per l'intervallo di tempo da 48000 a.e.v. al 52000 a.e.c.. Quando l'asse terrestre punta verso Vega (la stella luminosa in basso) la Nebulosa Aquila assume una declinazione piuttosto settentrionale.

L'attuale posizione della Nebulosa Aquila si trova, come si è detto, nell'emisfero celeste australe. Tuttavia è noto che, a causa del fenomeno conosciuto come precessione degli equinozi, le coordinate celesti di stelle e costellazioni possono variare sensibilmente, a seconda della loro distanza dal polo nord e sud dell'eclittica.
L'ascensione retta attuale della nebulosa corrisponde a 18h 19m, ossia relativamente prossima alle 18h di ascensione retta, che corrispondono, per la gran parte degli oggetti celesti, alla declinazione più meridionale che un oggetto possa raggiungere (si noti come l'intersezione dell'eclittica con le 18h di ascensione retta corrispondano al solstizio del 22 dicembre); nel caso della Nebulosa Aquila, i 14° di declinazione sud.
Nell'epoca precessionale opposta alla nostra (avvenuta circa 12.000 anni fa), la Nebulosa Aquila aveva un'ascensione retta opposta a quella attuale, ossia prossima alle 6h; in quel punto, gli oggetti celesti raggiungono, tranne nelle aree più prossime al polo dell'eclittica, il punto più settentrionale. Aggiungendo agli attuali -14° un valore di 47° (pari al doppio dell'angolo di inclinazione dell'asse terrestre), si ottiene un valore di +33°, ossia una declinazione piuttosto boreale, che fa sì che la Nebulosa Aquila possa essere osservata allo zenit già lungo le coste del Mediterraneo meridionale; ne consegue che in tutta l'Europa settentrionale fino ad una latitudine di 57°N la nebulosa si presenti circumpolare.
Circa 400 anni fa, la nebulosa ha superato le 18h di ascensione retta; da allora ha incominciato a salire a latitudini sempre più boreali.

## Caratteristiche

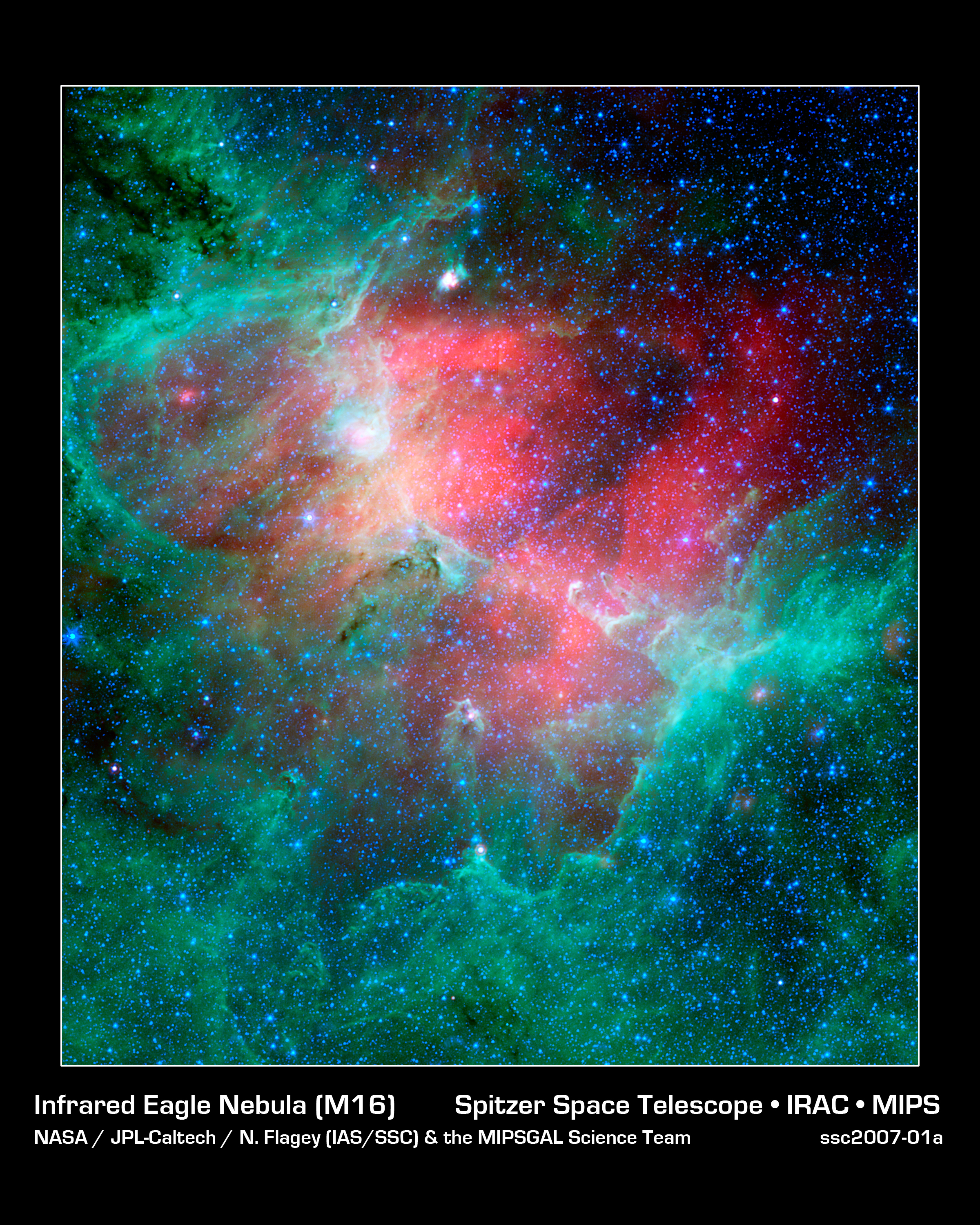
Immagine agli infrarossi della Nebulosa Aquila ripresa dal Telescopio Spaziale Spitzer. Il colore verde rappresenta le nubi di polveri fredde, inclusi i Pilastri della Creazione; il colore rosso rivela le polveri surriscaldate, forse dall'esplosione in supernova di una stella molto massiccia, la cui luce sarebbe giunta a noi in un tempo non determinato degli ultimi due millenni. Nelle aree centrali in verde sono presenti delle macchie rossastre coincidenti con delle stelle in formazione ancora avvolte nelle nubi.

La causa principale della ionizzazione dei gas della nebulosa, e quindi della sua luminosità, sono le grandi stelle massicce dell'ammasso aperto NGC 6611, che si trova al suo interno; le stesse hanno anche modellato col loro vento stellare le nubi circostanti, causando delle lunghe strutture a chioma qualora il vento incontrasse delle regioni nebulose ultradense: è questo il caso ad esempio dei famosi Pilastri della Creazione o Proboscidi d'Elefante, che hanno conferito il nome "Aquila" alla nebulosa e che sono state rese famose dalle immagini del Telescopio Hubble. Sebbene non siano così dense come originariamente creduto, queste strutture mostrano delle evidenze di protrusioni, denominate EGGs (acronimo di Evaporating Gaseous Globules, globuli gassosi in evaporazione), alcune delle quali sarebbero associate a degli oggetti stellari giovani, un segno questo che i fenomeni di formazione stellare sono ancora in atto.
L'ammasso centrale contiene stelle disperse su una regione di circa 14', con un'elevata concentrazione nelle regioni fino a 4' dal centro geometrico; molte di queste sono ancora in fase di pre-sequenza principale, mentre le componenti più brillanti sono delle supergiganti blu. La massa delle componenti varia fra 2 e 85 M☉, mentre l'età dell'ammasso è stata stimata di circa 2-3 milioni di anni, le sue dimensioni sono di circa 70x55 anni luce.

### Ai raggi X
Grazie ai rilevamenti condotti dall'Osservatorio Chandra ai raggi X è disponibile una mappatura completa della regione ai raggi X e nella radiazione infrarossa. Una parte degli studi è stata condotta per verificare se realmente ci fosse all'interno della nebulosa una ridotta quantità di stelle giovani con un disco circumstellare, causata dall'azione distruttiva e violenta del vento stellare delle stelle supergiganti dell'ammasso; tuttavia, questo metodo esclude parte di questi oggetti per un suo limite intrinseco. Gran parte delle sorgenti a raggi X si trovano immerse nei gas dei Pilastri della Creazione e coincidono con degli oggetti stellari giovani moderatamente arrossati dalle nubi oscure, e quindi emettenti radiazione infrarossa; nella nube sono state scoperte solo due forti sorgenti di raggi X e coincidono con delle protostelle situate nei pressi dei Pilastri.
Degli undici globuli in espansione osservabili anche all'infrarosso, sette possiedono una massa substellare; inoltre quattro di questi emettono una radiazione X talmente bassa che non può essere accostata a quella emessa normalmente da una giovane stella T Tauri: è pertanto possibile che si tratti di oggetti estremamente giovani che non sono ancora diventati attivi.

## Misurazioni della distanza
Le stime sulla distanza dell'ammasso associato alla nebulosa, e quindi della nebulosa stessa, sono rese complicate dal fatto che l'estinzione in direzione delle stelle dell'ammasso non segue i normali processi di estinzione riscontrati comunemente nella nostra Galassia: infatti l'estinzione non solo si riscontra nella banda del visibile, ma al livello di mezzo interstellare sembra essere particolarmente elevata, cosa che suggerisce la presenza lungo la linea di vista di grani di polvere più grandi del normale, i quali conterrebbero una maggiore quantità di silicati e grafite rispetto al tasso normale riscontrato nella polvere interstellare. Il tasso di estinzione è di 3,5–4,8, con un valore medio assunto di 3,75.
Per tutte queste ragioni, le determinazioni di distanza sono in gran parte discordi fra loro e offrono un nutrito paniere di stime: nel corso degli anni sessanta si sono accettati valori compresi fra i 3200 parsec (10400 anni luce) e i 2200 parsec (7200 anni luce); nel corso degli anni questo valore è andato via via riducendosi e negli anni duemila le stime più precise indicano che la Nebulosa Aquila si troverebbe a una distanza compresa fra i 1800 parsec (5900 anni luce) e i 1750 parsec (5700 anni luce). Inoltre, mentre le prime misure venivano condotte tramite lo studio della cinematica, si è col tempo adottato il sistema della fotometria e, con l'avvento di strumenti di misurazione sempre più precisi, persino la parallasse spettroscopica.

## Struttura
Prima di iniziare a comprendere le dinamiche della popolazione stellare associata e in relazione alla nube, gli studi si sono rivolti alla determinazione della struttura fisica della nebulosa, per conoscerne le dinamiche e le proprietà fisiche in generale. Alle onde radio sono state così ottenute diverse mappe, come pure nelle linee di emissione e di assorbimento dell'OH e dell'idrogeno neutro (H I).

### I Pilastri della Creazione

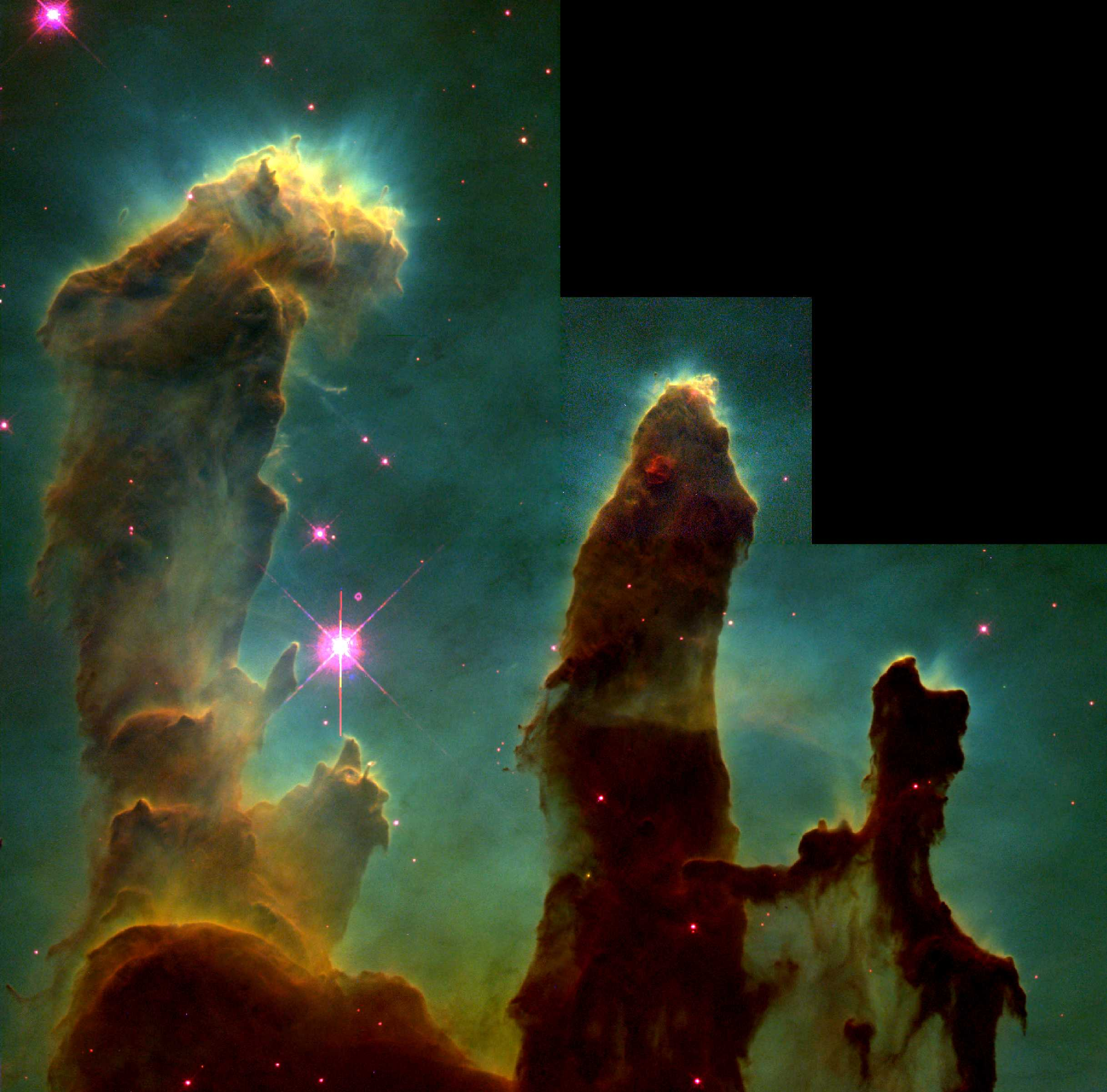
I Pilastri della Creazione, nel centro della nebulosa. Questa celebre fotografia è una delle più note e studiate fra quelle riprese dal Telescopio Spaziale Hubble.

I Pilastri sono tre strutture molto dense di gas e polveri situate nel bordo sudorientale della nebulosa; sono state create dall'azione del vento stellare delle stelle giganti dell'ammasso aperto centrale. La loro catalogazione segue la numerazione romana crescente, così le singole strutture sono chiamate Colonna I, Colonna II e Colonna III, procedendo da nordest a sudovest. La morfologia e la struttura ionizzata è ben conosciuta grazie all'avvento dei telescopi spaziali: la radiazione ionizzante proveniente dalle stelle dell'ammasso comprime i gas delle nubi molecolare facendone aumentare la pressione in superficie, mentre si genera un flusso fotoevaporante di materiale ionizzato dalla parte opposta alla sorgente della fonte del vento stellare; questo fenomeno è così il responsabile della struttura a "pilastro" delle nubi. La materia a densità inferiore è la prima ad essere spazzata via, mentre il nucleo più denso, ulteriormente compresso a causa del fronte dell'onda d'urto, sopravvive, resistendo alla forza. Tuttavia, le immagini riprese al vicino infrarosso mostrano che le prime due colonne possiedono una struttura relativamente poco densa, concentrata da dei nuclei molto più densi che la difendono dall'azione disgregatrice del vento. A sudest dei Pilastri si trova un'ulteriore struttura nebulosa molecolare, catalogata come Colonna IV, situata nei pressi di un noto oggetto di Herbig-Haro, HH 216.
Combinazioni di immagini a raggi X dell'Osservatorio Chandra e delle immagini del Telescopio Hubble hanno mostrato che le sorgenti di raggi X osservate nella nebulosa e provenienti da stelle giovani non coincidono con i Pilastri. Questo suggerisce che la formazione stellare può aver avuto un picco di intensità circa un milione di anni fa e le sue protostelle non si sono riscaldate a sufficienza da emettere raggi X. All'inizio del 2007 gli scienziati utilizzando il Telescopio spaziale Spitzer hanno scoperto l'evidenza che i Pilastri sono stati probabilmente distrutti da una vicina esplosione di supernova avvenuta circa 6000 anni fa, ma che la luce che mostrerà la nuova forma della nebulosa non raggiungerà la Terra ancora per un altro millennio. La massa totale delle aree dense dei tre Pilastri è stimata sulle 200 M☉.

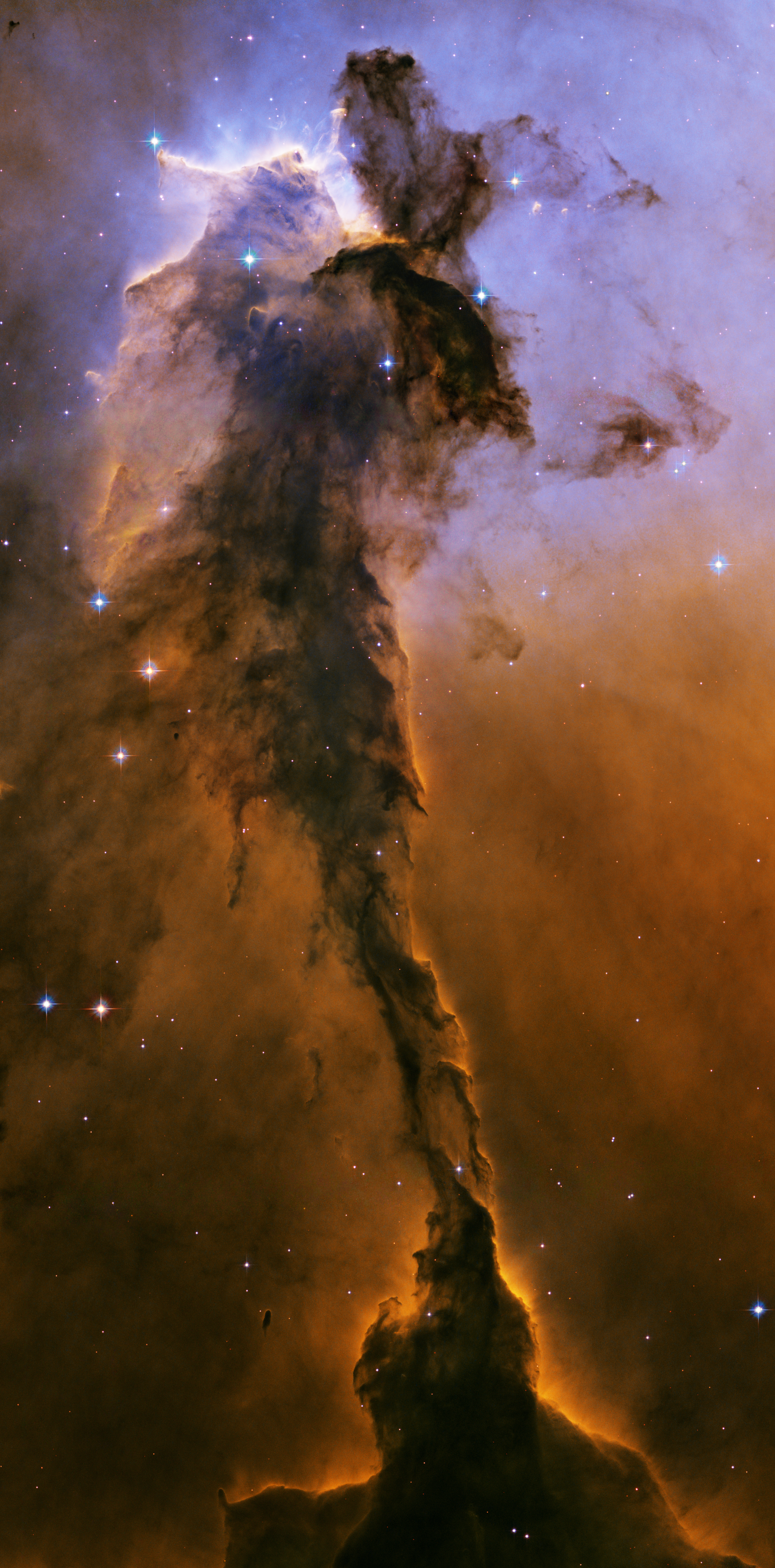
La Colonna V ripresa dall'Hubble.

Gli Evaporating Gaseous Globules (EGGs), ossia le parti più dense delle colonne, conterrebbero secondo alcuni studi dei giovani oggetti stellari appena formati: si tratterebbe dunque di regioni in cui ha luogo la formazione stellare: i nuclei avrebbero infatti una densità e una temperatura simile a quella comune nei siti di formazione di protostelle; questi indizi di fenomeni di formazione in atto tuttavia non forniscono elementi sull'origine della causa scatenante, pertanto non è chiaro se il fronte di ionizzazione del vento stellare delle giganti giochi un ruolo determinante in questi processi o meno. Nei pressi delle Colonne sono note otto sorgenti nel vicino infrarosso, di cui quattro mostrano dei colori intensi e un'emissione proveniente dalla materia circumstellare, ulteriore indizio della presenza di stelle neonate; degli oltre settanta globuli gassosi in espansione noti, solo un 15% circa sembra essere associato a stelle giovani di piccola massa, mentre sette sono associati a masse substellari e quattro a masse comprese fra 0,35 e 1 M☉.

### La Colonna V
In direzione nordest rispetto ai Pilastri della Creazione si trova un'altra colonna di materia molto allungata, nota e catalogata come Colonna V e soprannominata "la Guglia" (The Spire). Nella parte terminale di questa struttura è stato identificato un bozzolo ionizzato ad alta velocità, che potrebbe coincidere con un oggetto HH; sono note in questa regione anche delle componenti multiple di emissioni maser ad acqua, come pure una sorgente catalogata come G017.0335+00.7479, individuata circa 5 secondi d'arco a sud di una delle componenti maser, più un possibile oggetto stellare giovane molto brillante, catalogato come J181925.4−134535. Nel 2007 sono state anche individuate le controparti nel medio infrarosso delle emissioni maser, grazie all'ausilio del Telescopio Spaziale Spitzer.

## Fenomeni di formazione stellare

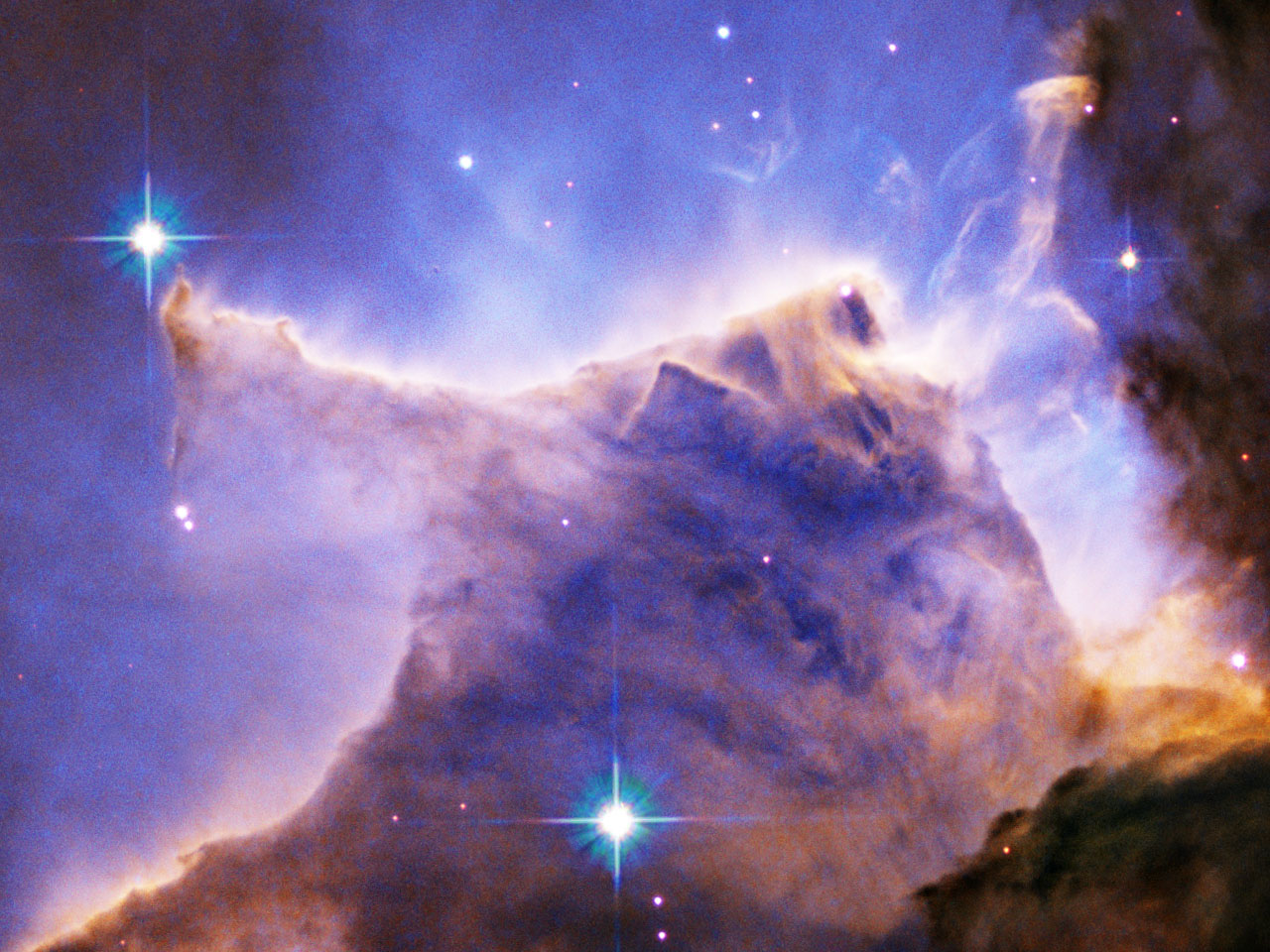
Dettaglio di una piccola regione nella sommità della Colonna V, in cui è visibile un probabile oggetto di Herbig-Haro.

Uno degli indizi più evidenti della presenza di fenomeni di formazione stellare nelle nebulose è la presenza degli oggetti di Herbig-Haro, ossia delle piccole nubi brillanti a forma di getto potenziate da una stella neonata che si trova al suo interno. Il più notevole di questi oggetti scoperti nella Nebulosa Aquila è HH 216; si trova nei pressi della Colonna IV e fu inizialmente catalogato come M16-HH1. Nel 2004 è stato scoperto, tramite lo studio delle linee di emissione ottiche, del CO e delle dinamiche dei gas, un bow shock opposto all'oggetto precedente, il quale possiede un blueshift di -150 km/s−1, esattamente contrario a HH 216, che invece mostra un redshift di pari entità; fra i due oggetti si estende un addensamento di piccole nubi visibili in luce ottica e nell'infrarosso, più una nube visibile nel vicino infrarosso posizionata esattamente a metà via fra i due oggetti e un maser ad acqua. Nella regione centrale è stata identificata pure una debole emissione di raggi X, probabilmente causata dal riscaldamento della materia compresa fra il getto visibile e il mezzo circumstellare.
Come già visto, le parti terminali delle Colonne I e II contengono al loro interno degli oggetti stellari giovani, identificati per la prima volta tramite una mappatura ai raggi infrarossi. Fra gli oggetti più brillanti si trova YSO M16 ES−1, una fonte molto arrossata e piuttosto luminosa situata nella Colonna I; al suo interno si troverebbe, secondo alcuni studi, una stella di pre-sequenza principale o un piccolo gruppo di esse, o anche una singola protostella nello stadio più iniziale della sua evoluzione. Dagli estremi nord e sud della nube si irradia una forte emissione polarizzata, originata dalle espulsioni a getto dell'oggetto centrale, mentre fra i due lobi da cui fuoriescono le emissioni, l'intensità di polarizzazione è molto bassa, segno questo che l'oggetto centrale potrebbe essere circondato da una struttura a disco.
Sulla punta della Colonna II si trova YSO M16 ES−2, talvolta chiamato YSO2 in alcune pubblicazioni specifiche; meno luminosa della precedente e meno oscurata, possiede una massa compresa fra 2 e 5 M☉. Studi condotti all'infrarosso mostrano che si tratterebbe di un oggetto più evoluto di ES-1, nonché privo di emissione maser, dal momento che il maser osservato nella Colonna II non è in correlazione con quest'oggetto; la struttura interna sarebbe invece simile, con una struttura a disco appiattito avvolta attorno all'oggetto centrale. Le sue emissioni di raggi X sono estremamente deboli.
Sulla Colonna V sono note due strutture associate a stelle giovani; la prima è P5A, situata sulla punta della Colonna ed è stata in parte risolta dal Telescopio Spaziale Spitzer: è formata da due componenti che emettono radiazione infrarossa, corrispondenti a due delle tre sorgenti maser osservate in questa regione. P5B si trova invece alla base della Colonna. Ad ovest dei Pilastri della Creazione si trova invece la sorgente infrarossa più luminosa della nebulosa, catalogata come IRAS 18152−1346, anch'essa associata ad un'emissione maser; avrebbe una massa di circa 8 M☉ e una luminosità pari a circa 1000 L☉.

## Componenti stellari

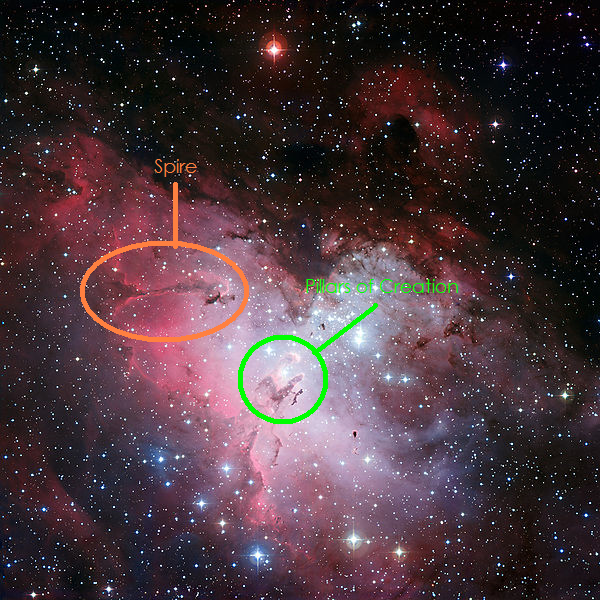
I Pilastri della Creazione nel contesto della nebulosa; le stelle brillanti al centro appartengono all'ammasso aperto incluso nella nebulosa, NGC 6611.

Le regioni H II per definizione sono sempre circondate da ammassi e associazioni di stelle giovani: infatti, poiché la formazione stellare avviene al loro interno, le stelle più giovani, prima di disperdersi, appaiono raggruppate attorno all'area dove si sono formate. L'ammasso che domina la regione della Nebulosa Aquila è noto come NGC 6611.

### NGC 6611
NGC 6611 è un ammasso situato al centro della nebulosa e formato da componenti stellari particolarmente brillanti: contiene infatti alcune decine di stelle di sequenza principale di classe spettrale O e B estremamente calde (supergiganti blu), di età stimata sugli appena 1,8 milioni di anni, più un numero considerevole di stelle di massa inferiore, circa 380 membri fino ad una massa pari a 2 M☉. La principale sorgente della radiazione ionizzante i gas della nebulosa, nonché la stella più massiccia dell'ammasso è HD 168076, una supergigante di classe O3-O5V con una massa pari a 75-80 M☉; le altre stelle possiedono una massa molto inferiore, sebbene siano comunque delle stelle giganti, e la loro radiazione totale è pari a quella prodotta dalla singola stella HD 168076. Molte di queste stelle massicce sono doppie e la velocità radiale dell'ammasso cui appartengono è in sintonia con quella del gas ionizzato della nebulosa; le proprietà delle stelle doppie osservate sembrano in accordo con il modello del meccanismo di formazione per accrezione, piuttosto che con quello di unione.
La funzione di massa iniziale del nucleo dell'ammasso per le stelle di massa inferiore alle 5 M☉ è di circa 0,7±0,1 pc, mentre nell'alone si aggira sui 6,5±0,5 pc, con un'escursione di -1,45 per la funzione totale; la variazione spaziale di questa escursione potrebbe essere una conseguenza del fenomeno della segregazione di massa osservata nell'ammasso stesso. Considerando solo i membri conosciuti con massa superiore alle 5 M☉, il limite inferiore della massa totale è pari a (1,6±0,3)×103 M☉; considerando che le stelle comprese fra 6 e 12 M☉ costituiscono il 5,5% della massa totale della popolazione di stelle comprese fra 0,1 e 100 M☉, si è potuto stimare una massa totale dell'ammasso pari a circa 25×103 M☉, con una densità di 28,5 M☉ per parsec cubo. L'età media delle componenti dell'ammasso è di 2-3 milioni di anni, sebbene le componenti potrebbero mostrare un'escursione di età maggiore, variabile fra 1 e 6 milioni di anni; secondo altri l'età sarebbe inferiore, attorno ad un milione di anni o anche meno.

### Stelle ad emissione Hα e di piccola massa

Dettaglio delle regioni centrali della nebulosa; sono evidenti in alto a destra diversi bozzoli di polveri più dense, mentre poco a destra del centro dell'immagine, sotto le Colonne della Creazione, si nota la Colonna IV. Credit:

Le ricerche di componenti stellari nelle regioni H II vertono anche sull'individuazione di stelle tramite le loro emissioni Hα, come le stelle T Tauri e le stelle Ae/Be di Herbig; secondo gli studiosi questo genere di stelle possiedono delle forti emissioni che si generano dall'interazione delle stelle stesse con il loro disco circumstellare, mentre le emissioni H deboli sono opera dell'attività cromosferica delle stelle giovani non più circondate dal disco.
Nelle regioni H II particolarmente brillanti come la Nebulosa Aquila o la Nebulosa della Carena, individuare le emissioni provenienti da questo tipo di stelle può risultare difficoltoso, a causa delle forti radiazioni nella banda dell'idrogeno provenienti dai gas stessi della nebulosa: per questa ragione è stato individuato nella regione dell'ammasso soltanto un esiguo numero di stelle Ae/Be di Herbig, appena sei, di cui quattro sono state confermate. Estendendo il campo di ricerca ad altre regioni della nebulosa, compresi i Pilastri della Creazione, il numero delle sorgenti è salito a 82, in gran parte candidate stelle Ae/Be di Herbig, distribuite lungo tutta la regione osservata senza traccia di concentrazione.
Tramite l'ausilio del Telescopio Spaziale Hubble si è potuto localizzare stelle di piccola massa come le nane brune all'interno della nebulosa, fino a una massa di 0,2 M☉, più un cospicuo numero di stelle di pre-sequenza principale di massa appena maggiore, fino a individuare diverse centinaia di candidate membri. Secondo questi studi, la funzione di massa iniziale nelle regioni centrali dell'ammasso NGC 6611 sembra appiattirsi fra 0,3 e 1 M☉, con un picco fra 0,4 e 0,5 M☉; infine, la funzione ricade nell'area delle nane brune.

## Ambiente galattico

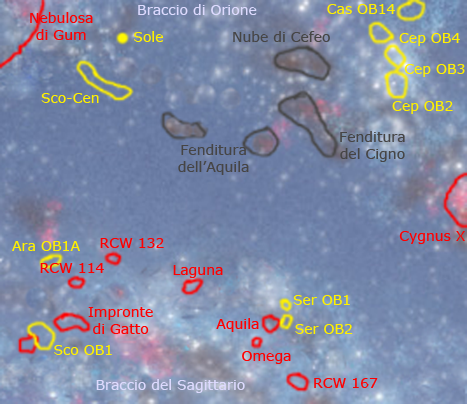
Mappa schematica della regione galattica fra il Sole (in alto a sinistra) e la Nebulosa Aquila (in basso a destra).

La Nebulosa Aquila, trovandosi a una distanza di circa 5900 anni luce da noi, viene a trovarsi su un braccio di spirale galattico più interno al nostro Braccio di Orione, il Braccio del Sagittario, su cui giacciono anche altri oggetti molto brillanti come molti degli ammassi aperti visibili fra le costellazioni dello Scorpione e del Centauro, fino alla Nebulosa della Carena. Uno studio del 2008 afferma comunque che questo braccio sarebbe solo una grande condensazione di gas e polveri da cui sono nate diverse stelle giovani.
La linea di vista dalla Terra alla nebulosa è sì disturbata dalla presenza di polveri interstellari, anche a causa della lunga distanza, ma appare comunque meno oscurata rispetto ad altre zone adiacenti: infatti la nebulosa è visibile sul bordo della cosiddetta Fenditura dell'Aquila (il cui nome deriva dall'omonima costellazione e non dalla nebulosa), una lunga scia di nebulose oscure appartenenti al nostro braccio di spirale che schermano completamente la luce proveniente dalle stelle della fascia settentrionale del Braccio del Sagittario.

### Interazioni con la Nebulosa Omega
La Nebulosa Aquila e la Nebulosa Omega si presentano in cielo molto vicine, separate da appena 2,5°; studiando le rispettive distanze emerge che esse si trovano vicine anche fisicamente, trovandosi a poche centinaia di anni luce l'una dall'altra. Basandosi sulle mappe delle emissioni al 12CO si può notare che le due nebulose sono effettivamente connesse da una debole fascia nebulosa, visibile anche nelle immagini riprese a lunga posa e sensibili anche al vicino infrarosso; ciò indicherebbe che le due nubi, alle quali se ne aggiunge una terza catalogata come Regione III a sudovest della Omega, sarebbero parte di un vasto complesso nebuloso molecolare di cui esse rappresentano le aree più dense in cui ha iniziato ad avere luogo la formazione stellare.

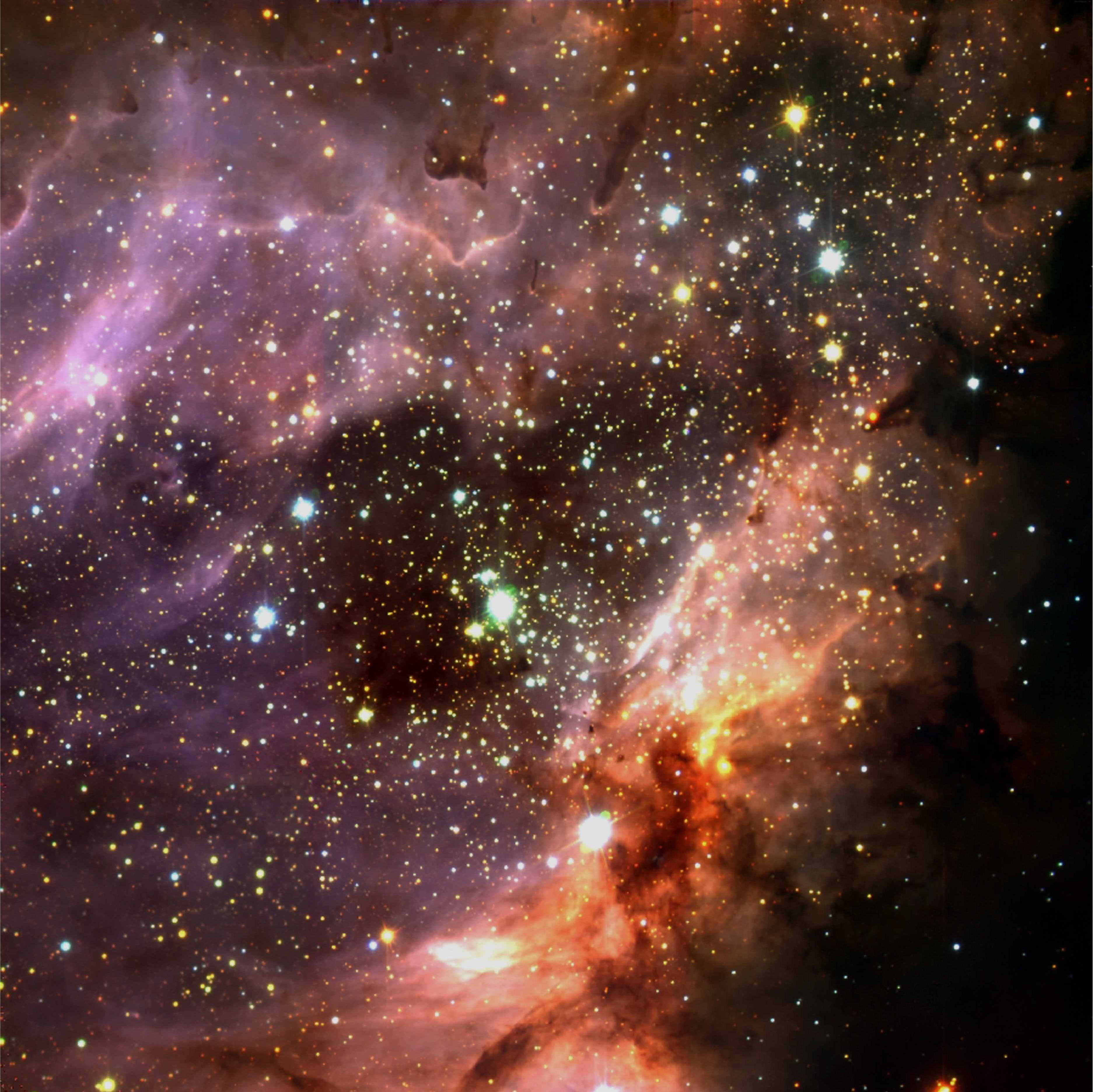
La Nebulosa Omega, una brillante nebulosa situata pochi gradi a sud della Nebulosa Aquila, con la quale appare connessa.

A queste nubi si aggiungerebbe pure il complesso di Sh2-54, cui è connesso l'ammasso aperto NGC 6604, la cui relazione con la Nebulosa Aquila era già nota anni prima. Secondo gli scienziati, è anche possibile definire un'evoluzione su scala temporale della nube molecolare: la prima regione dove la formazione stellare ha avuto luogo è quella settentrionale, coincidente con Sh2-54, che ha dato origine ad alcune brillanti associazioni OB circa 4 milioni di anni fa; in seguito i fenomeni di formazione hanno interessato la regione della Nebulosa Aquila, 2-3 milioni di anni fa, e solo recentemente (1 milione di anni fa) la Nebulosa Omega. Le cause dell'estensione dei fenomeni di formazione possono essere state diverse: potrebbe infatti essere stata causata da un grande effetto domino in cui le nuove stelle col loro vento stellare hanno compresso i gas delle regioni adiacenti facendoli collassare su se stessi, oppure la compressione potrebbe essere stata causata dall'esplosione di più supernovae originate dalle stelle più massicce derivate dalla formazione. Un'altra possibilità potrebbe essere invece che la compressione dei gas sia avvenuta man mano che il complesso nebuloso entrava nelle regioni più dense del braccio di spirale su cui si trova.
La nube molecolare gigante possiede una forma a superbolla e molte delle sue stelle giovani associate vi si trovano all'interno; la superbolla tuttavia sembra avere un'età di alcuni milioni di anni superiore a quella della nube stessa, indicando che si tratta di una struttura già esistente prima dell'afflusso della nube. L'interazione con questa superbolla (e non i suoi effetti di espansione) potrebbero essere stati all'origine dei primi fenomeni di formazione stellare nella regione. Secondo alcuni autori questa regione potrebbe essere ancora più estesa, inglobando persino la Nebulosa Laguna, anch'essa nel Braccio del sagittario sebbene si trovi leggermente più vicina a noi, e forse anche la Nebulosa Trifida, anche se questa si trova piuttosto lontana.

### Associazioni OB
Un'associazione OB è un'associazione stellare di recente formazione che contiene decine di stelle massicce di classe spettrale O e B, ossia blu e molto calde; si formano assieme nelle nubi molecolari giganti, il cui gas residuo, una volta che le stelle sono formate, viene spazzato via dal forte vento stellare. Entro pochi milioni di anni, gran parte delle stelle più luminose dell'associazione esplodono come supernovae, mentre le stelle più piccole sopravvivono per molto più tempo, avendo una massa inferiore. Si crede che la gran parte delle stelle della nostra Galassia siano in origine appartenute ad associazioni OB. Paradossalmente, si possono conoscere più facilmente le associazioni OB di altre galassie piuttosto che della nostra, a causa della presenza delle nubi oscure che mascherano la gran parte degli oggetti interni alla Via Lattea.

Regione di cielo che comprende la Nebulosa Aquila (a sinistra) e la Nebulosa Omega (a destra). Sul bordo sinistro è visibile la nebulosa Sh-2 54. Credit:

Nella regione della Nebulosa Aquila sono note due associazioni OB. La prima è catalogata Ser OB1: essa contiene poco più di una ventina di supergiganti blu di classe spettrale O e B, alcune delle quali sono anche membri di NGC 6611; le loro magnitudini apparenti sono comprese fra la settima e la decima, mentre quelle assolute sono comprese fra -4 e -8. A queste si aggiungerebbero due ipergiganti blu, HD 168607 e HD 168625, due stelle che probabilmente sono anche in interazione fisica. La componente di velocità residua azimutale di gran parte delle sue stelle mostra che esse si muovono in direzione opposta al senso di rotazione galattico, una caratteristica tipica di molte altre associazioni stellari appartenenti al Braccio del Sagittario, come Sgr OB1, Cru OB1 e Cen OB1; ciò è una prova importante che tenderebbe a confermare che i bracci di spirale in generale, e questo in particolare, si formino a seguito dell'azione di onde di densità spiraliformi.
La seconda associazione è Ser OB2, molto più brillante e compatta della precedente; essa coincide con l'ammasso aperto NGC 6604, un giovane gruppo di stelle la cui età è stimata sui 4-5 milioni di anni. La sua distanza, sui 1700 parsec (5500 anni luce) lo mette in relazione con la nebulosa Sh-2 54, che fa parte del complesso della Nebulosa Aquila e Omega e dalle cui stelle viene illuminata; questa nebulosa si dispone perpendicolarmente al piano galattico e si estende per circa una trentina di anni luce. L'associazione conta circa un centinaio di stelle giganti di classe O e B che giacciono circa 65 parsec a nord del piano galattico; all'associazione è connessa una stretta formazione a "camino" (dall'inglese "Chimney") di gas caldo ionizzato, un tipo di formazione piuttosto comune nella nostra e in altre galassie (vedi anche il Perseus Chimney), delle dimensioni di circa 200 parsec, che sembra possa giocare un ruolo importante nelle interazioni fra il disco e l'alone galattico, in particolare per quanto riguarda il trasferimento di gas e fotoni. Fra le componenti dell'associazione si trovano diverse stelle ben note in ambito astronomico, come la stella di Wolf-Rayet binaria CV Serpentis, la binaria HD 166734 e la multipla HD 167971. Il forte vento stellare delle sue componenti ha prodotto un fronte di onde d'urto che potrebbero essere responsabili della seconda generazione di stelle originatesi dalla regione, quelle della Nebulosa Aquila, nonché dei processi ancora in atto.

## Bibliografia

Immagine ESO della Nebulosa Aquila.

### Libri

#### Opere generali
- (EN) Stephen James O'Meara, Deep Sky Companions: The Messier Objects, Cambridge University Press, 1998, ISBN 0-521-55332-6.
- (EN) Robert Burnham, Jr, Burnham's Celestial Handbook:  Volume Two, New York, Dover Publications, Inc., 1978.
- (EN) Chaisson, McMillan, Astronomy Today, Englewood Cliffs, Prentice-Hall, Inc., 1993, ISBN 0-13-240085-5.
- (EN) Thomas T. Arny, Explorations:  An Introduction to Astronomy, 3 updatedª ed., Boston, McGraw-Hill, 2007, ISBN 0-07-321369-1.
- AA.VV, L'Universo - Grande enciclopedia dell'astronomia, Novara, De Agostini, 2002.
- J. Gribbin, Enciclopedia di astronomia e cosmologia, Milano, Garzanti, 2005, ISBN 88-11-50517-8.
- W. Owen, et al, Atlante illustrato dell'Universo, Milano, Il Viaggiatore, 2006, ISBN 88-365-3679-4.
- J. Lindstrom, Stelle, galassie e misteri cosmici, Trieste, Editoriale Scienza, 2006, ISBN 88-7307-326-3.

#### Sull'evoluzione stellare
- (EN) C. J. Lada, N. D. Kylafits, The Origin of Stars and Planetary Systems, Kluwer Academic Publishers, 1999, ISBN 0-7923-5909-7.
- A. De Blasi, Le stelle: nascita, evoluzione e morte, Bologna, CLUEB, 2002, ISBN 88-491-1832-5.
- C. Abbondi, Universo in evoluzione dalla nascita alla morte delle stelle, Sandit, 2007, ISBN 88-89150-32-7.
- M. Hack, Dove nascono le stelle. Dalla vita ai quark: un viaggio a ritroso alle origini dell'Universo, Milano, Sperling & Kupfer, 2004, ISBN 88-8274-912-6.

### Pubblicazioni scientifiche (in lingua inglese)
- Walker, Merle F., Studies of Extremely Young Clusters.IV. NGC 6611, in Astrophysical Journal, vol. 133, marzo 1961,  p. 438, DOI:10.1086/147047.
- Goudis, C., A classification of the available astrophysical data of particular H II regions. VI - M16: Mapping and physical parameters of the object, in Astrophysics and Space Science, vol. 41, maggio 1976,  pp. 105.119, DOI:10.1007/BF00684576.
- Humphreys, R. M., Studies of luminous stars in nearby galaxies. I. Supergiants and O stars in the Milky Way, in Astrophysical Journal Supplement Series, vol. 38, dicembre 1978,  pp. 309-350.
- Meaburn, J., The visible and ultraviolet continuum from a Herbig-Haro object in the core of M 16 /NGC 6611/, in Astronomy and Astrophysics, vol. 114, n. 2, ottobre 1982,  pp. 367-372.
- Sofue, Y.; Handa, T.; Fuerst, E.; Reich, W.; Reich, P., Giant stellar-wind shell associated with the H II region M16, in Astronomical Society of Japan, vol. 38, 2986,  pp. 347-360.
- Meaburn, J.; Walsh, J. R., The discovery of high-speed ionized knots in the H II regions M16 (NGC 6611) and the Rosette nebula (NGC 2237-2246), in Royal Astronomical Society, Monthly Notices, vol. 220, giugno 1986,  pp. 745-757, ISSN 0035-8711.
- Hillenbrand, Lynne A.; Massey, Philip; Strom, Stephen E.; Merrill, K. Michael, NGC 6611: A cluster caught in the act, in Astronomical Journal, vol. 106, n. 5, novembre 1993,  pp. 1906-1946, DOI:10.1086/116774.
- de Winter, D.; Koulis, C.; The, P. S.; van den Ancker, M. E.; Perez, M. R.; Bibo, E. A., Pre-main sequence candidates in the very young open cluster NGC 6611, in Astronomy and Astrophysics Supplement Series, vol. 121, febbraio 1997,  pp. 223-242, DOI:10.1051/aas:1997284.
- White, G. J.; Nelson, R. P.; Holland, W. S.; Robson, E. I.; Greaves, J. S.; McCaughrean, M. J.; Pilbratt, G. L.; Balser, D. S.; Oka, T.; Sakamoto, S.; Hasegawa, T.; McCutcheon, W. H.; Matthews, H. E.; Fridlund, C. V. M.; Tothill, N. F. H.; Huldtgren, M.; Deane, J. R., The Eagle Nebula's fingers - pointers to the earliest stages of star formation?, in Astronomy and Astrophysics, vol. 342, febbraio 1999,  pp. 233-256.
- Forbes, Douglas, The Serpens OB2 Association and Its Thermal Chimney, in The Astronomical Journal, vol. 120, n. 5, novembre 2000,  pp. 2594-2608, DOI:10.1086/316822.
- Duchêne, G.; Simon, T.; Eislöffel, J.; Bouvier, J., Visual binaries among high-mass stars. An adaptive optics survey of OB stars in the NGC 6611 cluster, in Astronomy and Astrophysics, vol. 379, novembre 2001,  pp. 147-161, DOI:10.1051/0004-6361:20011305.
- Sugitani, K.; Tamura, M.; Nakajima, Y.; Nagashima, C.; Nagayama, T.; Nakaya, H.; Pickles, A. J.; Nagata, T.; Sato, S.; Fukuda, N.; Ogura, K., Near-Infrared Study of M16: Star Formation in the Elephant Trunks, in The Astrophysical Journal, vol. 565, n. 1, gennaio 2002,  pp. L25-L28, DOI:10.1086/339196.
- McCaughrean, M. J.; Andersen, M., The Eagle's EGGs: Fertile or sterile?, in Astronomy and Astrophysics, vol. 389, luglio 2002,  pp. 513-518, DOI:10.1051/0004-6361:20020589.
- Dias, W. S.; Alessi, B. S.; Moitinho, A.; Lépine, J. R. D., New catalogue of optically visible open clusters and candidates, in Astronomy and Astrophysics, vol. 389, luglio 2002,  pp. 871-873, DOI:10.1051/0004-6361:20020668.
- Moriguchi, Y.; Onishi, T.; Mizuno, A.; Fukui, Y., Discovery of a molecular supershell towards two HII regions M16 and M17: Possible evidence for triggered formation of stars and GMCs, in The Proceedings of the IAU 8th Asian-Pacific Regional Meeting, Volume II, held at National Center of Sciences, Hitotsubashi Memorial Hall, Tokyo, luglio 2002,  pp. 173-174.
- Andersen, M.; Knude, J.; Reipurth, B.; Castets, A.; Nyman, L. Å.; McCaughrean, M. J.; Heathcote, S., Molecular cloud structure and star formation near HH 216 in M 16, in Astronomy and Astrophysics, vol. 414, febbraio 2004,  pp. 969-978, DOI:10.1051/0004-6361:20031535.
- Oliveira, J. M.; Jeffries, R. D.; van Loon, J. Th.; Littlefair, S. P.; Naylor, T., Circumstellar discs around solar mass stars in NGC 6611, in Monthly Notices of the Royal Astronomical Society, vol. 358, n. 1, marzo 2005,  pp. L21-L24, DOI:10.1111/j.1745-3933.2005.00020.x.
- Bonatto, C.; Santos, J. F. C., Jr.; Bica, E., Mass functions and structure of the young open cluster NGC 6611, in Astronomy and Astrophysics, vol. 445, n. 2, gennaio 2006,  pp. 567-577, DOI:10.1051/0004-6361:20052793.
- Orsatti, Ana M.; Vega, E. Irene; Marraco, Hugo G., Polarimetry in the Outskirts of NGC 6611, in The Astronomical Journal, vol. 132, n. 5, novembre 2006,  pp. 1783-1788, DOI:10.1086/507674.
- Guarcello, M. G.; Prisinzano, L.; Micela, G.; Damiani, F.; Peres, G.; Sciortino, S., Correlation between the spatial distribution of circumstellar disks and massive stars in the open cluster NGC 6611. Compiled catalog and cluster parameters, in Astronomy and Astrophysics, vol. 465, n. 1, gennaio 2007,  pp. 245-255, DOI:10.1051/0004-6361:20066124.
- Linsky, Jeffrey L.; Gagné, Marc; Mytyk, Anna; McCaughrean, Mark; Andersen, Morten, Chandra Observations of the Eagle Nebula. I. Embedded Young Stellar Objects near the Pillars of Creation, in The Astrophysical Journal, vol. 654, n. 1, gennaio 2007,  pp. 347-360, DOI:10.1086/508763.
- Indebetouw, R.; Robitaille, T. P.; Whitney, B. A.; Churchwell, E.; Babler, B.; Meade, M.; Watson, C.; Wolfire, M., Embedded Star Formation in the Eagle Nebula with Spitzer GLIMPSE, in The Astrophysical Journal, vol. 666, n. 1, settembre 2007,  pp. 321-338, DOI:10.1086/520316.

### Carte celesti
- Toshimi Taki, Taki's 8.5 Magnitude Star Atlas, su geocities.jp, 2005. - Atlante celeste liberamente scaricabile in formato PDF.
- Tirion, Rappaport, Lovi, Uranometria 2000.0 - Volume II - The Southern Hemisphere to +6°, Richmond, Virginia, USA, Willmann-Bell, inc., 1987, ISBN 0-943396-15-8.
- Tirion, Sinnott, Sky Atlas 2000.0 - Second Edition, Cambridge, USA, Cambridge University Press, 1998, ISBN 0-933346-90-5.
- Tirion, The Cambridge Star Atlas 2000.0, 3ª ed., Cambridge, USA, Cambridge University Press, 2001, ISBN 0-521-80084-6.